# Mistkî, Svatove
Mistkî (în ucraineană Містки) este localitatea de reședință a comunei Mistkî din raionul Svatove, regiunea Luhansk, Ucraina.

## Demografie
Componența lingvistică a localității Mistkî
     Ucraineană (93,96%)
     Rusă (5,28%)
     Alte limbi (0,46%)
Conform recensământului din 2001, majoritatea populației localității Mistkî era vorbitoare de ucraineană (93,96%), existând în minoritate și vorbitori de rusă (5,28%).